# Seria 112 ČD
E 457.0 – lokomotywa elektryczna przebudowana w czerwcu 1977 roku dla kolei czechosłowackich z elektrowozu Řada 111. Elektrowozy wyprodukowane zostały do prowadzenia pociągów pasażerskich oraz towarowych kursujących po zelektryfikowanych liniach kolejowych do Ostrawy. Po rozpadzie Czechosłowacji lokomotywa manewrowa eksploatowana była przez koleje czeskie oznakowana jako Řada 112.